# Eva Bayón
Eva Bayón (1955) es una botánica, profesora, e investigadora española.
Es licenciada y doctora en Ciencias Biológicas de la Universidad Complutense de Madrid, donde fue profesora.
En la actualidad, es curadora asistente en la Universidad de California en Davis, desarrollando actividades académicas y científicas en registros de accesiones, taxonomía y ecología, e identificación de plantas.

## Obra
- 1986. Contribución al conocimiento de la obra botánica de Carlos Vicioso. Vol. 4 de Ruizia : monografías del Real Jardín Botánico. Ed. Real Jardín Botánico, 183 pp.

- 1984. De quaestiunculis bibliographicis neglectis inornata miscellanea. Con F. Muñoz Garmendia. Anales Jard. Bot. 40 (2 ): 475-476
- La abreviatura «Bayon» se emplea para indicar a Eva Bayón como autoridad en la descripción y clasificación científica de los vegetales.[2]